# Eurostile

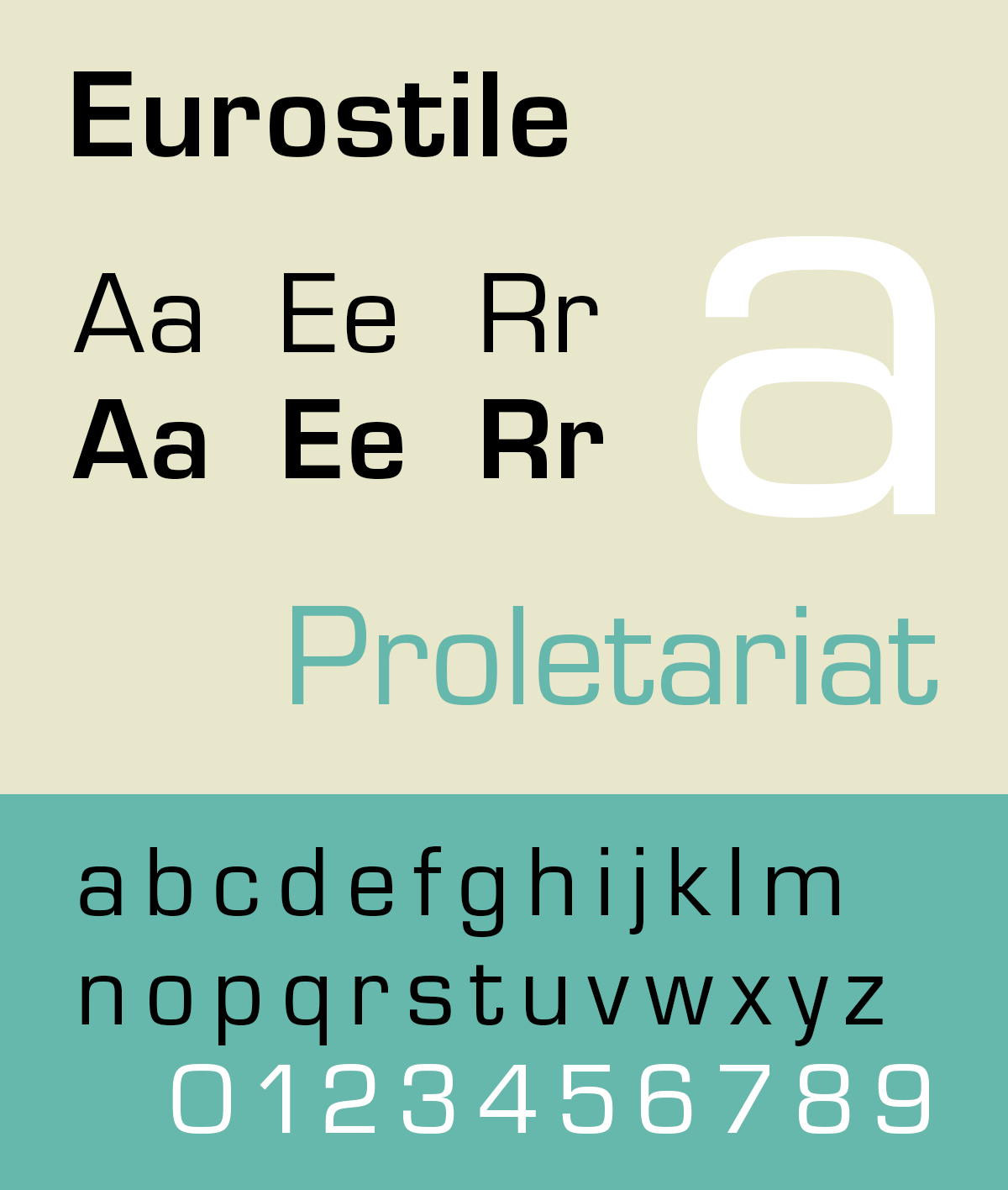
Specimen der Eurostile

Eurostile ist eine populäre Groteskschrift mit konstruiertem Charakter.
Die von Aldo Novarese 1962 für Societa Nebiolo S.p.A. und H. Berthold AG geschaffene Schrift sorgte noch in den 1960er Jahren für Furore, obwohl sie nur die um Minuskeln ergänzte, leicht abgewandelte Version der Microgramma ist, die schon zehn Jahre zuvor erschien.

## Verwendung

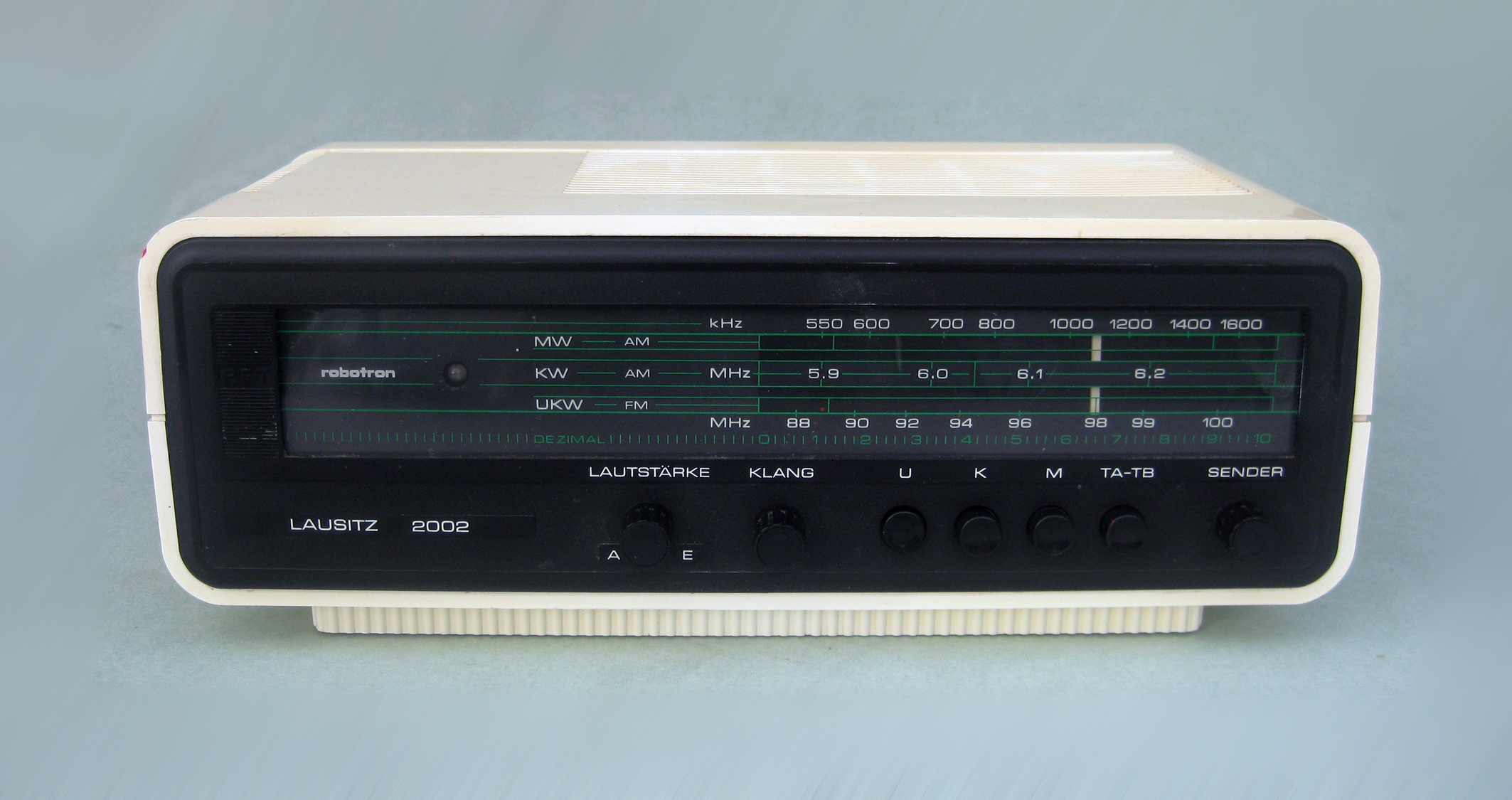
Die Eurostile auf einem Radio aus der DDR.

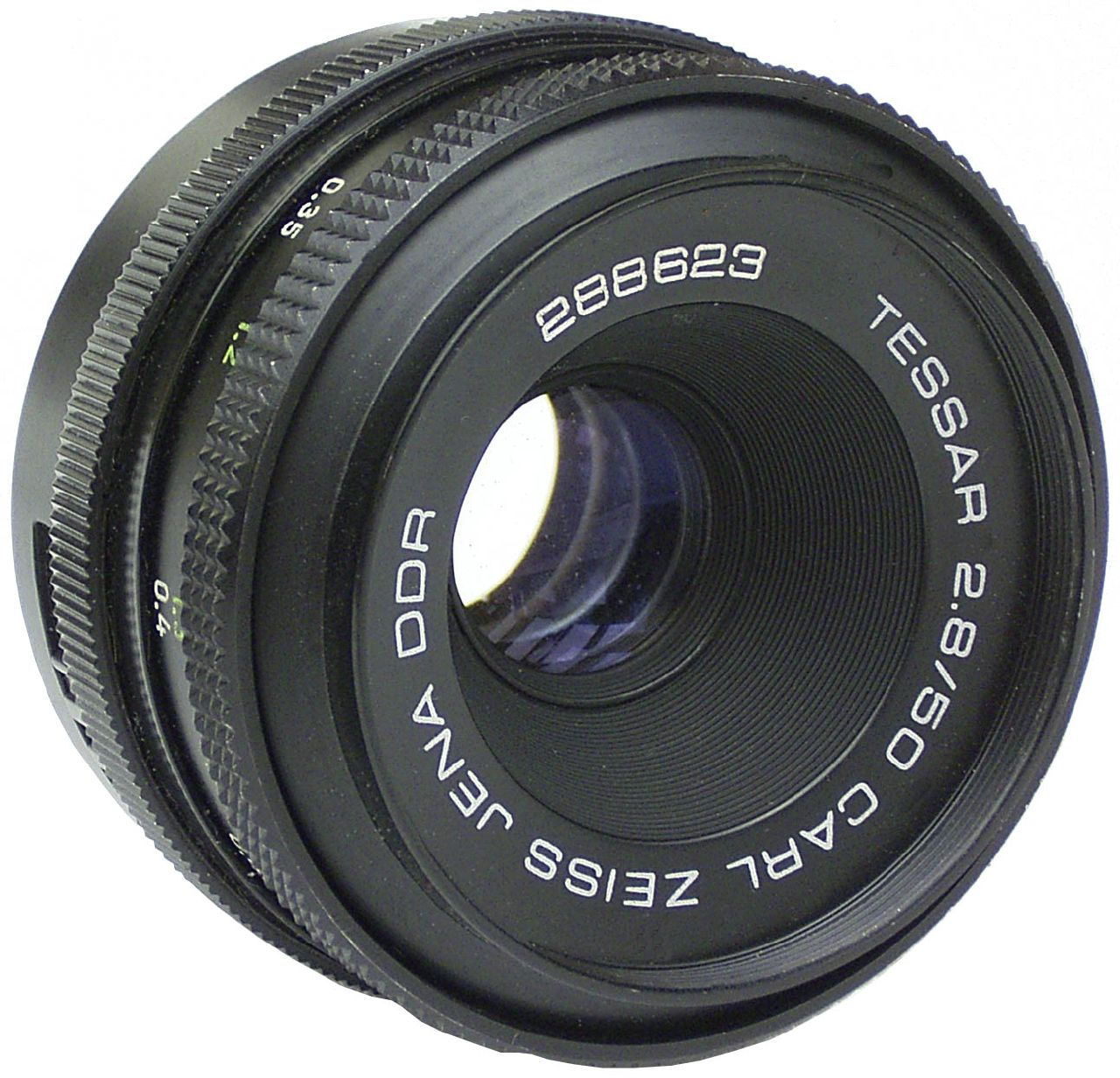
Die Eurostile auf einem Objektiv von Carl Zeiss

Die Lesbarkeit der Eurostile am Bildschirm bleibt wegen ihres geometrischen Charakters hinter anderen Schriftarten ihrer Klasse zurück. Trotzdem wird sie mancherorts umfänglich als Bildschirmschrift verwendet, so etwa in Videospielen wie StarCraft II, Ratchet & Clank oder Halo: Reach.
Die Eurostile wird beispielsweise in den Logos von Toshiba und Casio verwendet oder auch bei dem des Eurovision Song Contest. Bei Carl Zeiss dient sie zur Beschriftung von Objektiven, bei Cadillac zur Beschriftung des Kombi-Instruments und anderen Bedienelementen im Auto.
Auf Banknoten diente die Eurostile der Serie Canadian Journey des Kanadischen Dollars als Standardschrift.

## Eurostile Next
2016 brachte Linotype die Eurostile Next heraus, eine von Akira Kobayashi und Terrance Weinzierl neu gezeichnete und erweiterte Version der Eurostile von Aldo Novarese aus dem Jahr 1962. Eurostile Next bezieht sich auf die ursprünglichen Metalltypen und auf die moderne Ästhetik mit eckigen Buchstaben und subtilen Kurven in der Mitte des 20. Jahrhunderts.
Die Schriftfamilie wurde stark erweitert und besteht nun aus fünf verschiedenen Schnitten: ultra light, light, regular, semibold und bold. Neben der regulären Breite gibt es für alle Schnitte auch erweiterte und verkürzte Versionen. 